# Colombiers-du-Plessis
Colombiers-du-Plessis é uma comuna francesa na região administrativa da Pays de la Loire, no departamento de Mayenne. Estende-se por uma área de 21,97 km². Em 2010 a comuna tinha 505 habitantes (densidade: 23 hab./km²).